# Пучок (математика)
Пучок — абстрактний математичний об'єкт, використання якого забезпечує єдиний підхід для встановлення зв'язків між локальними і глобальними властивостями топологічних просторів (зокрема геометричних об'єктів) і широко використовується в сучасній алгебрі, геометрії, топології і аналізі.

## Визначення

### Передпучок
На топологічному просторі X заданий передпучок {\displaystyle {\mathcal {F}}} об'єктів, якщо:
- Кожній відкритій підмножині {\displaystyle U\subset X} зіставлений певний об'єкт деякої категорії {\displaystyle {\mathcal {C}}} (найчастіше деяка множина, абелева група, кільце, модуль над кільцем і т. п.) {\displaystyle {\mathcal {F}}(U)\in {\mathcal {C}}}.
- Для кожної пари відкритих множин {\displaystyle V\subset U} визначений морфізм обмеження {\displaystyle r_{UV}:{\mathcal {F}}(U)\rightarrow {\mathcal {F}}(V)} такий, що {\displaystyle r_{UU}} — тотожний морфізм об'єкта {\displaystyle {\mathcal {F}}(U)} і для кожної трійки відкритих множин {\displaystyle W\subset V\subset U} виконується:

{\displaystyle r_{UW}=r_{VW}\circ r_{UV}}
Якщо об'єкти {\displaystyle {\mathcal {C}}} є множинами, то елементи {\displaystyle {\mathcal {F}}(U)} також називаються перетинами пучка над множиною U.
Іншими словами, передпучок — контраваріантний функтор з категорії відкритих підмножин X і їх вкладень в деяку категорію.

### Пучок
Передпучок {\displaystyle {\mathcal {F}}} на X називається пучком (множин, абелевих груп, кілець, модулів над кільцем і т. п.) якщо він задовольняє дві умови
1. Якщо {\displaystyle s,s'\in {\mathcal {F}}(V)} для деякої відкритої множини V простору X і для її відкритого покриття сімейством відкритих множин {\displaystyle \{V_{i}\}_{I}}, для всіх множин із покриття {\displaystyle r_{VV_{i}}(s)=r_{VV_{i}}(s')} то також {\displaystyle s=s'.} Передпучки із такою властивістю також називаються монопередпучками.
2. Для довільного відкритого покриття сімейством відкритих множин {\displaystyle \{V_{i}\}_{I}} і для довільних {\displaystyle s_{i}\in {\mathcal {F}}(V_{i})}, з того що :

{\displaystyle s_{i}|_{V_{i}\cap V_{j}}=s_{j}|_{V_{i}\cap V_{j}}}
випливає існування такого {\displaystyle s\in {\mathcal {F}}(V)} що : {\displaystyle s|_{V_{i}}=s_{i}} для всіх елементів покриття.
Замітка. Визначення пучка існує і у випадку коли об'єктами категорії не є множини. Проте цей випадок вимагає глибших понять теорії категорій і не часто використовується у застосуваннях.

## Приклади

### Пучки функцій
Одним з найпростіших і найважливіших прикладів є пучок неперервних функцій на топологічному просторі X. Обмеження неперервної функції на відкриту підмножину є неперервною функцією на цій підмножині, і функція, задана частково на відкритих підмножинах, може бути відновлена на їх об'єднанні.
Точніше, для кожної відкритої підмножини U простору X позначимо F(U) множину всіх неперервних дійснозначних функцій {\displaystyle f:X\to \mathbb {R} }. Маючи відкриту множину V, що міститься в U, і функції f з F(U), ми можемо звузити область визначення функції f до множини V і одержати функцію {\displaystyle f|_{V}}. Обмеження {\displaystyle f|_{V}} є неперервною функцією на V, отже, воно є елементом множини F(V). Таким чином, визначено відображення обмеження {\displaystyle r_{UV}:F(U)\to F(V)}.
Припустимо, що задана узгоджена система неперервних функцій {\displaystyle f_{i}:U_{i}\to \mathbb {R} ,i\in I}. Це означає, що обмеження функцій fi і fj на множині {\displaystyle U_{i}\cap U_{j}} повинні бути рівними. Визначимо тепер функцію {\displaystyle f:U\to \mathbb {R} } таким чином: оскільки U - об'єднання всіх Ui, кожна точка x з U покрита множиною Ui для деякого i. Визначимо значення функції f в точці x рівним fi(x). Це визначення коректно: якщо x лежить також і в Uj, то по умові узгодженості fi(x)= fj(x), тому все одно, яку з цих функцій користуватися для визначення f(x). При цьому функція f неперервна в точці x, оскільки в її околі Ui вона рівна неперервній функції fi(x). У результаті функція f неперервна в кожній точці з U, тобто неперервна в U. Більш того, f — єдина неперервна функція, обмеження якої на області Ui рівне fi, оскільки функція повністю визначається своїми значеннями в точках.
Насправді, одержаний пучок є не просто пучком множин. Оскільки неперервні функції можна поточково додавати і одержувати знову неперервні функції, цей пучок також є пучком абелевих груп. Оскільки їх також можна перемножувати, цей пучок є пучком комутативних кілець. Оскільки неперервні функції на множині утворюють векторний простір над {\displaystyle \mathbb {R} }, то цей пучок — пучок алгебр над {\displaystyle \mathbb {R} }.

## Шари передпучків і пучків
Нехай X є топологічним простором і {\displaystyle x\in X} — деякою його точкою. Нехай також на цьому просторі задано передпучок {\displaystyle {\mathcal {F}}} об'єкти {\displaystyle {\mathcal {F}}(U)} якого є множинами можливо із додатковою структурою (наприклад абелеві групи, кільця). Шар {\displaystyle {\mathcal {F}}_{x}} пучка {\displaystyle {\mathcal {F}}} у точці {\displaystyle x} дозволяє вивчити властивості пучка в околі цієї точки.
Формально:
{\displaystyle {\mathcal {F}}_{x}=\varinjlim _{U\ni x}{\mathcal {F}}(U),}
де пряма границя береться по усіх відкритих підмножинах простору {\displaystyle X} які місять точку {\displaystyle x}. Множина таких відкритих підмножин є спрямованою щодо включення множин і верхньою межею двох множин є їх перетин.
Із означення прямої границі можна більш детально записати: шаром {\displaystyle {\mathcal {F}}_{x}} є фактор-множина множини усіх {\displaystyle (U,s),} де {\displaystyle U} є відкритою множиною, що містить {\displaystyle x,} а {\displaystyle s\in {\mathcal {F}}(U)} і дві пари {\displaystyle (U,s)} і {\displaystyle (V,r)} є еквівалентними якщо існує відкритий окіл {\displaystyle W\subset U\cap V} точки {\displaystyle x,} для якого {\displaystyle r_{UW}(s)=r_{VW}(r).}
Якщо об'єкти передпучка мають додаткову структуру, то таку структуру можна задати і на всіх шарах передпучка. Наприклад у випадку абелевих груп сума двох елементів {\displaystyle [(U,s)]} і {\displaystyle [(V,r)]} шару {\displaystyle {\mathcal {F}}_{x}} задається як {\displaystyle [(U,s)]+[(V,r)]=[(U\cap V,r_{U,U\cap V}(s)+r_{V,U\cap V}(r))].} Із цією операцією {\displaystyle {\mathcal {F}}_{x}} теж є абелевою групою.
Для {\displaystyle s\in {\mathcal {F}}(U)} елемент {\displaystyle [(U,s)]} шару {\displaystyle {\mathcal {F}}_{x}} часто також позначається {\displaystyle s_{x}.} У випадку пучків якщо {\displaystyle s,\ s'\in {\mathcal {F}}(U)}  то {\displaystyle s=s'} тоді і тільки тоді коли {\displaystyle s_{x}=s'_{x}} для всіх точок {\displaystyle x\in U.} Для передпучків таке твердження є неправдивим. 
Аналогічно поняття шару можна ввести для передпучків із значеннями у довільній категорії у якій існують прямі границі. Як і вище шаром у точці {\displaystyle x} буде пряма границя щодо спрямованої множини відкритих підмножин, що містять {\displaystyle x}.

### Приклади
- Якщо {\displaystyle G} — абелева група, {\displaystyle X} — топологічний простір і {\displaystyle x\in X} можна задати передпучок {\displaystyle {\mathcal {F}}} у якому {\displaystyle {\mathcal {F}}(U)=G} якщо {\displaystyle x\in U} і {\displaystyle {\mathcal {F}}(U)=\{0\}} якщо {\displaystyle x\not \in U} і відображення обмеження {\displaystyle r_{UV}} є або ізоморфізмом {\displaystyle G\to G} або одним із зображень {\displaystyle G\to \{0\}} чи {\displaystyle \{0\}\to \{0\}} в залежності від того чи належить точка {\displaystyle x} множинам {\displaystyle U} і {\displaystyle V}. Тоді {\displaystyle {\mathcal {F}}_{x}=G} і {\displaystyle {\mathcal {F}}_{y}=\{0\}} для {\displaystyle y\neq x}.
- Якщо натомість {\displaystyle {\mathcal {F}}(U)=G} для всіх відкритих множин {\displaystyle U\subset X}, то також і {\displaystyle {\mathcal {F}}_{x}=G} для всіх точок {\displaystyle x\in X}. Тут {\displaystyle G} може позначати довільну множину чи навіть об'єкт довільної категорії. Передпучки такого типу називаються сталими передмучками.

## Простір пучка (етальний простір)
Альтернативно означення пучка над топологічним простором {\displaystyle X} можна дати за допомогою деякого топологічного простору (простору пучка чи етального простору від французького espace étalé) і відображення із цього простору на {\displaystyle X}, що є локальним гомеоморфізмом. Історично таке означення з'явилося давніше, ніж означення на початку статті. Для етального простору відповідний пучок одержується як множина локальних перетинів, тобто для {\displaystyle U\subset X} за означенням {\displaystyle {\mathcal {F}}(U)} є множиною усіх неперервних відображень із {\displaystyle U} у відповідний простір, що є правими оберненими до відповідного локального гомеоморфізму. 

### Етальні простори (перед)пучків
Для довільного пучка і навіть передпучка можна побудувати відповідний етальний простір. Нехай {\displaystyle {\mathcal {F}}} є передпучком множин над топологічним простором {\displaystyle X}. Як множина відповідний етальний простір є диз'юнктним об'єднанням усіх шарів передпучка: {\textstyle E=\bigsqcup _{x\in X}{\mathcal {F}}_{x}}. Якщо {\displaystyle e\in E} є деякою довільною точкою простору, то {\textstyle e\in F_{x}} для деякого {\displaystyle x\in X} і тоді можна задати відображення {\displaystyle p:E\to X} для якого {\displaystyle p(e)=x.} Згідно означення {\textstyle p^{-1}(x)={\mathcal {F}}_{x}.}
На множині {\textstyle E} можна задати топологію за допомогою бази елементами якої є множини виду {\textstyle E_{U}^{s}} де {\displaystyle U\subset X} є відкритою множиною, {\displaystyle s\in {\mathcal {F}}(U)} і {\textstyle E_{U}^{s}=\bigcup _{x\in U}s_{x}.} Ці множини утворюють базу топології оскільки якщо {\displaystyle e\in E_{U}^{s}\cap E_{V}^{s'}} то за означенням {\displaystyle s_{x}=s'_{x}} для {\displaystyle x=p(e)} і тому існує відкрита множина {\displaystyle W\subset U\cap V} для якої {\displaystyle s|_{W}:=r_{UW}(s)=r_{VW}(s')} і тоді {\displaystyle E_{W}^{s|_{W}}\subset E_{U}^{s}\cap E_{V}^{s'}}.
Для топології породженої цією базою відображення {\displaystyle p} є локальним гомеоморфізмом. Усі відображення виду {\displaystyle {\hat {s}}:U\to E:x\to s_{x}} для відкритих множин {\displaystyle U\subset X} і елементів {\displaystyle s\in {\mathcal {F}}(U)} є неперервними. Також для таких відображень {\displaystyle p({\hat {s}}(x))=x} для всіх {\displaystyle x\in U} тобто усі {\displaystyle {\hat {s}}} є локальними перетинами.

### Абстрактний етальний простір і його пучок
Враховуючи ці властивості можна навпаки для топологічного простору {\displaystyle X} дати означення простору пучка (або етального простору) як топологічного простору {\displaystyle E} для якого існує сюр'єктивне відображення {\displaystyle p:E\to X,} що є локальним гомеоморфізмом. При такому означенні відображення {\displaystyle p} є відкритим. Якщо позначити {\displaystyle {\mathcal {F}}(U)} множину всіх перетинів, тобто неперервних відображень {\displaystyle s:U\to E} для яких {\displaystyle p\circ s} є тотожним відображенням, то із відповідними обмеженнями на відкриті підмножини одержується пучок {\displaystyle {\mathcal {F}}.} Для довільного перерізу {\displaystyle s\in {\mathcal {F}}(U)} образ {\displaystyle s(U)} буде відкритою множиною і всі такі множини для різних {\displaystyle U} і {\displaystyle s} утворюють базу топології простору {\displaystyle E}. Для довільної точки {\displaystyle x\in X} шар {\displaystyle {\mathcal {F}}_{x}} пучка {\displaystyle {\mathcal {F}}} є ізоморфним множині {\displaystyle p^{-1}(x)} простору {\displaystyle E}.

### Властивості
Таким чином для довільного передпучка множин одержується відповідний етальний простір і навпаки для кожного етального простору одержується пучок. При цьому виконуються влістивості
- Якщо для довільного етального простору одержати як вище відповідний пучок, а для нього побудувати етальний простір то він буде ізоморфний початковому простору.
- Якщо для довільного пучка побудувати етальний простір і з нього одержати пучок, то він буде ізоморфним початковому пучку. Для передпучків, що не є пучками це не так, оскільки за описаною вище процедурою із етального простору завжди одержується саме пучок.

Для того щоб розглядати пучки із додатковими алгебричними структурами вимагається неперервність відповідних алгебричних операцій. Наприклад для абелевих груп при означені абстрактного етального простору додається вимога щоб на усіх шарах {\displaystyle p^{-1}(x)} була задана структура абелевої групи і відповідна операція додавання була неперервною. Тобто, якщо позначити {\displaystyle S:=\{(e,e')\in E\times E:p(e)=p(e')\}} то відображення {\displaystyle +:(e,e')\to e+e'} має бути неперервним відображенням із {\displaystyle S} у {\displaystyle E.}
Для етального простору із такими умовами відповідний пучок буде мати відповідну структуру (наприклад абелевих груп). Навпаки якщо на шарах етального простору породженого передпучком ввести структуру шарів передпучка то у вказаній топологіє алгебричні операції будуть неперервними.

### Приклад
Нехай {\displaystyle {\mathcal {F}}} є сталим передпучком над топологічним простором {\displaystyle X} де всі {\displaystyle {\mathcal {F}}(U)} є рівні деякій множині {\displaystyle M}. Оскільки всі шари цього передпучка теж є рівними {\displaystyle M}, то як множина етальний простір є рівним добутку множин {\displaystyle X\times M} і відображення {\displaystyle p} є проекцією на перший множник. Оскільки для всіх відкритих множин {\displaystyle U\subset X} і {\displaystyle m\in M} множини {\displaystyle U\times m} є елементами бази топології то сам простір із цією топологією є добутком топологічних просторів  {\displaystyle X} і {\displaystyle M} із дискретною топологією.

## Пучок породжений передпучком
Якщо {\displaystyle {\mathcal {F}}} є передпучком на топологічному просторі {\displaystyle X}, для нього існує тісно пов'язаний пучок {\displaystyle {\mathcal {F}}'} над тим же простором, що називається пучком породженим передпучком (або асоційованим із передпучком, в англійській мові використовується також термін sheafification). Його означення можна дати кількома пособами:
- Для кожної відкритої множини {\displaystyle U\subset X} множину {\displaystyle {\mathcal {F}}(U)} змінюють так щоб задовольнялися умови в означенні пучка. Це можна зробити в два етапи:
  1. Замість {\displaystyle {\mathcal {F}}(U)} розглядається фактор-множина {\displaystyle {\bar {\mathcal {F}}}(U)} у якій елементи {\displaystyle s,s'\in {\mathcal {F}}(U)} належать одному класу еквівалентності якщо і тільки якщо {\displaystyle s_{x}=s'_{x}} для всіх {\displaystyle x\in U} (що рівнозначно існуванню відкритого покриття {\displaystyle \{U_{i}\}_{I}} обмеження {\displaystyle s} і {\displaystyle s'} на всі елементи якого є рівними). Для цих фактор-множин також визначеними є відображення обмеження адже якщо {\displaystyle V\subset U} то з того, що {\displaystyle s_{x}=s'_{x}} для всіх {\displaystyle x\in U} випливає, що {\displaystyle {\bar {s}}_{x}={\bar {s}}'_{x}} для всіх {\displaystyle x\in V}, де {\displaystyle {\bar {s}},{\bar {s}}'} позначають обмеження {\displaystyle s,s'\in {\mathcal {F}}(U)} на множину {\displaystyle V.} Тобто образи представників одного класу еквівалентності теж належать одному класу еквівалентності. Одержаний таким чином передпучок {\displaystyle {\bar {\mathcal {F}}}} є монопередпучком породженим пучком {\displaystyle {\mathcal {F}}}.
  2. Для монопередпучка {\displaystyle {\bar {\mathcal {F}}}} замість {\displaystyle {\bar {\mathcal {F}}}(U)} розглядається множина {\displaystyle {\mathcal {F}}'(U)} елементами якої є класи еквівалентності відкритих покриттів  {\displaystyle \{V_{i}\}_{I}} і елементів {\displaystyle s_{i}\in {\mathcal {F}}(V_{i})} для яких {\displaystyle s_{i}|_{V_{i}\cap V_{j}}=s_{j}|_{V_{i}\cap V_{j}}} для всіх елементів покриття. Два покриття {\displaystyle \{V_{i}\}_{I}} і {\displaystyle \{U_{j}\}_{J}} із відповідними елементами {\displaystyle s_{i}} і {\displaystyle t_{j}} задають один елемент {\displaystyle {\mathcal {F}}'(U)} якщо для всіх непорожніх {\displaystyle V_{i}\cap U_{j}} завжди {\displaystyle s_{i}|_{V_{i}\cap U_{j}}=t_{j}|_{V_{i}\cap U_{j}}}. Тоді {\displaystyle {\bar {\mathcal {F}}}(U)\subset {\mathcal {F}}'(U)} і відображення {\displaystyle r_{UW}} можна задати якщо образом покриття {\displaystyle \{V_{i}\}_{I}} із {\displaystyle s_{i}\in {\mathcal {F}}(V_{i})}, що задовольняють вказані умови визначити покриття {\displaystyle \{W\cap V_{i}\}_{I}} із обмеженнями {\displaystyle s_{i}|_{W\cap V_{i}}.} Тоді {\displaystyle {\mathcal {F}}'} є пучком, який і називають пучком породженим передпучком {\displaystyle {\mathcal {F}}}.
- Якщо  {\displaystyle {\mathcal {F}}} є передпучком на топологічному просторі {\displaystyle X} для нього можна одержати етальний простір {\displaystyle E({\mathcal {F}}).} Тоді розглядаючи як у попередньому розділі множини перетинів одержується пучок {\displaystyle {\mathcal {F}}'}, який і буде пучком породженим передпучком {\displaystyle {\mathcal {F}}}. Окрім того для кожної кожної відкритої множини {\displaystyle U\subset X} визначаються відображення {\displaystyle {\mathcal {F}}(U)\to {\mathcal {F}}'(U)} задані як {\displaystyle s\to {\hat {s}}} для {\displaystyle s\in {\mathcal {F}}(U)} і {\displaystyle {\hat {s}}} — породжений ним перетин етального простору описаний вище. Ці відображення задають морфізм передпучків {\displaystyle f:{\mathcal {F}}\to {\mathcal {F}}'}.
- Ще одне означення можна дати за допомогою універсальних властивостей. Це означення можна використовувати і у випадках передпучків із значеннями у більш загальних категоріях, ніж категорія множин. Це означення використовує поняття морфізмів передпучків і пучків, які описані нижче. Нехай  {\displaystyle {\mathcal {F}}} є передпучком на топологічному просторі {\displaystyle X}. Тоді існує єдиний (з точністю до ізоморфізмів) пучок {\displaystyle {\mathcal {F}}'} і морфізм передпучків {\displaystyle f:{\mathcal {F}}\to {\mathcal {F}}'} для яких виконується універсальна властивість: для будь-якого пучка {\displaystyle {\mathcal {G}}} і морфізма передпучків {\displaystyle h:{\mathcal {F}}\to {\mathcal {G}}} існує єдиний морфізм пучків  {\displaystyle g:{\mathcal {F}}'\to {\mathcal {G}}} для якого {\displaystyle h=g\circ f.} Пучок {\displaystyle {\mathcal {F}}'} і буде пучком породженим передпучком {\displaystyle {\mathcal {F}}}.

### Властивості
- Якщо {\displaystyle {\mathcal {F}}} є пучком, то пучок породжений ним є ізоморфним пучку {\displaystyle {\mathcal {F}}}.
- Для всіх точок {\displaystyle x\in X} для передпучка і породженого ним пучка шари  {\displaystyle {\mathcal {F}}_{x}}  і {\displaystyle {\mathcal {F}}'_{x}} є ізоморфними. У випадку множин це означає бієктивність, у випадку додаткових структур, також ізоморфізм відносно алгебричних операцій. До того ж ізоморфізм породжується морфізмами передпучків {\displaystyle f:{\mathcal {F}}\to {\mathcal {F}}'} описаними в попередніх означеннях.

### Приклади
- Нехай {\displaystyle G} — довільна нетривіальна абелева група і {\displaystyle X} — топологічний простір для якого існує нетривіальне відкрите покриття. Якщо {\displaystyle {\mathcal {F}}} є передпучком для якого {\displaystyle {\mathcal {F}}(X)=G} але {\displaystyle {\mathcal {F}}(U)=\{0\}} (тобто тривіальна група) для всіх інших відкритих множин {\displaystyle U\subset X}. Із відображеннями обмеження {\displaystyle G\to \{0\}} і ізоморфізмами {\displaystyle \{0\}\to \{0\}},  {\displaystyle {\mathcal {F}}} є передпучком. Породжений ним монопередпучок і породжений пучок {\displaystyle {\mathcal {F}}'} є пучком тривіальних груп, тобто {\displaystyle {\mathcal {F}}'(U)=\{0\}} для всіх відкритих множин, зокрема також {\displaystyle {\mathcal {F}}'(X)=\{0\}.} Для усіх шарів також {\displaystyle {\mathcal {F}}_{x}={\mathcal {F}}'_{x}=\{0\}.}
- Нехай {\displaystyle X=[0,1]} і для відкритих множин {\displaystyle U\subset X} за означенням {\displaystyle {\mathcal {F}}(U)=C(U)} (тобто множині неперервних дійснозначних функцій на {\displaystyle U}), якщо хоча б одна із точок 0 або 1 не належить {\displaystyle U}, і {\displaystyle {\mathcal {F}}(U)=\{g\in C(U):g(0)=g(1)\}} (тобто множині неперервних дійснозначних функцій на {\displaystyle U}, що приймають однакові значення у точках 0 і 1), якщо {\displaystyle 0,1\in U.} Разом із стандартними відображеннями обмеження {\displaystyle {\mathcal {F}}} є передпучком і навіть монопередпучком. Проте {\displaystyle {\mathcal {F}}} не є пучком. Наприклад для {\displaystyle U=[0,0.75)} і {\displaystyle V=(0.25,1]} і {\displaystyle g_{1}:U\to \mathbb {R} ,\ g_{1}(x)=x} і {\displaystyle g_{2}:V\to \mathbb {R} ,\ g_{2}(x)=x} очевидно, що {\displaystyle g_{1}|_{U\cap V}=g_{2}|_{U\cap V}} проте єдиною функцією на {\displaystyle X} для якої {\displaystyle g|_{U}=g_{1},\ g|_{V}=g_{2}} є функція {\displaystyle g(x)=x} для якої {\displaystyle g(0)\neq g(1).} Аналогічно для довільного відкритого покриття множини {\displaystyle U} для якої {\displaystyle 0,1\in U} і функцій, що узгоджуються на перетинах можна одержати неперервну функцію на {\displaystyle U} для якої можливо {\displaystyle g(0)\neq g(1).} Навпаки довільну неперервну функцію можна одержати в такий спосіб з використанням лише двох відкритих множин (одна з яких містить лише точку 0, а інша — лише точку 1). Тому пучком породженим передпучком {\displaystyle {\mathcal {F}}} є пучок неперервних функцій на {\displaystyle [0,1]}.
- Нехай {\displaystyle X=\mathbb {R} } і {\displaystyle {\mathcal {F}}(U)}  —  множина неперервних обмежених функцій на {\displaystyle U}.  {\displaystyle {\mathcal {F}}} є монопередпучком але не пучком. Наприклад відкриті множини {\displaystyle U_{i}} дійсних чисел {\displaystyle x} для яких {\displaystyle |x|<i} утворюють покриття і обмеження функції {\displaystyle g(x)=x} на ці множини є елементами усіх {\displaystyle {\mathcal {F}}(U_{i})}.  Але сама функція {\displaystyle g} є необмеженою на всій дійсній прямій. Пучком породженим {\displaystyle {\mathcal {F}}} є пучок неперервних функцій.
- Якщо {\displaystyle X\times M} є  добутком топологічних просторів  {\displaystyle X} і {\displaystyle M} із дискретною топологією то із проекцією на перший множник він є етальним простором. Для відкритої множини {\displaystyle U\subset X} множина всі перетини можуть бути записані як {\displaystyle F:x\to x\times f(x),} де {\displaystyle f(x)} є локально сталою функцією із {\displaystyle U} у {\displaystyle M}. Відповідно і пучок одержаний із цього простору можна ідентифікувати із пучком локально сталих функцій у множину {\displaystyle M}. Звідси випливає, що пучок породжений сталим передпучком для {\displaystyle X} і {\displaystyle M}  теж можна ідентифікувати із пучком локально сталих функцій у множину {\displaystyle M}.

## Морфізми передпучків, пучків і етальних просторів над одним простором
Оскільки пучки містять дані, співвіднесені кожній відкритій підмножині простору X, морфізм пучків визначається як набір відображень, для кожної відкритої множини, що задовольняє деяким умовам узгодженості. У цьому розділі всі пучки визначені над простором X і приймають значення у фіксованій категорії C (коли мова піде про ядро і коядро морфізмів, передбачається, що C — абелева категорія). Для найважливіших застосувань C є категорією множин із додатковою структурою, зокрема абелевою групою для поняття ядра і коядра.

### Морфізми передпучків і пучків
Нехай {\displaystyle {\mathcal {F}}} і {\displaystyle {\mathcal {G}}} — два передпучки над деяким топологічним простором. Морфізм C-передпучків на X {\displaystyle \varphi \colon {\mathcal {G}}\to {\mathcal {F}}} зіставляє кожній відкритій множині U простору X морфізм {\displaystyle \varphi _{U}\colon {\mathcal {G}}(U)\to {\mathcal {F}}(U),} так що всі ці морфізми узгоджуються один з одним і відображеннями обмеження в обох передпучках. Іншими словами, для кожної відкритої підмножини U і відкритої множини V має місце комутативна діаграма:
Для випадку якщо C є категорією множин,можливо із деякою додатковою структурою то умова узгодженості означає, що кожному перетину s пучка F над відкритою множиною U зіставлено деякий перетин {\displaystyle \varphi _{U}(s)} над U пучка G і їх обмеження на відкриту підмножину V множини U пов'язані морфізмом {\displaystyle \varphi _{V}}. (Обмеження на V {\displaystyle \varphi _{U}}-образа перерізу s рівне {\displaystyle \varphi _{V}}-образу його обмеження на V.)
Якщо {\displaystyle {\mathcal {F}}} і {\displaystyle {\mathcal {G}}} є пучками то відповідний морфізм передпучків називається морфізмом пучків на X.
Для {\displaystyle x\in X} морфізм передпучків чи пучків  {\displaystyle {\mathcal {F}}} і {\displaystyle {\mathcal {G}}} задає індукований морфізм шарів {\displaystyle {\mathcal {F}}_{x}} і {\displaystyle {\mathcal {G}}_{x}}. У випадку передпучків множин, якщо {\displaystyle a\in {\mathcal {F}}_{x},} то {\displaystyle a=s_{x}} для деякої відкритої множини {\displaystyle U} і елемента {\displaystyle s\in {\mathcal {F}}(U).} За означенням {\displaystyle \varphi _{x}(a)=\varphi _{x}(s_{x})=\varphi _{U}(s)_{x}} де  {\displaystyle \varphi _{U}(s)\in {\mathcal {G}}(U)} і {\displaystyle \varphi _{U}(s)_{x}} позначає елемент {\displaystyle {\mathcal {G}}_{x}}, що ним визначається. Із узгодженості морфізму передпучків із відображеннями обмеження випливає незалежність визначення морфізму на шарах від вибору представлення елемента {\displaystyle a\in {\mathcal {F}}_{x}.} Більш загально відображення на шарах можна розглядати для передпучків у більш широких класах категорій за допомогою прямих границь: для морфізма {\displaystyle \varphi \colon {\mathcal {G}}\to {\mathcal {F}}} індукований морфізм задається як {\displaystyle \varphi _{x}:{\mathcal {G}}_{x}\to {\mathcal {F}}_{x}=\varinjlim _{U\ni x}{\mathcal {G}}(U)\to {\mathcal {F}}(U).}

### Морфізми етальних просторів
Якщо {\displaystyle E} і {\displaystyle F} є двома етальними просторами і {\displaystyle p_{1}:E\to X} і {\displaystyle p_{2}:F\to X} є відповідними локальними гомеоморфізмами, то неперервне відображення {\displaystyle f:E\to F} називається морфізмом етальних просторів якщо {\displaystyle p_{1}=p_{2}\circ f.} Морфізм етальних просторів є локальним гомеоморфізмом.
Якщо позначити {\displaystyle {\mathcal {E}}} і {\displaystyle {\mathcal {F}}} — відповдні пучки перетинів, то із морфізму {\displaystyle f:E\to F} одержується морфізм пучків {\displaystyle \varphi \colon {\mathcal {E}}\to {\mathcal {F}}.} А саме, якщо {\displaystyle s:U\to E} є деяким перетином {\displaystyle {\mathcal {E}}} над відкритою множиною {\displaystyle U\subset X} (і відповідно елементом {\displaystyle {\mathcal {E}}(U)}), то відображення {\displaystyle \varphi (s):U\to F:=f\circ s} є перетином {\displaystyle {\mathcal {F}}} над відкритою множиною {\displaystyle U}  (і відповідно елементом {\displaystyle {\mathcal {F}}(U)}). Одержані таким чином відображення {\displaystyle {\mathcal {E}}(U)\to {\mathcal {F}}(U)} узгоджуються із відображеннями обмеження і в сукупності задають морфізм пучків {\displaystyle \varphi \colon {\mathcal {E}}\to {\mathcal {F}}}.
Навпаки якщо  {\displaystyle {\mathcal {E}}} і {\displaystyle {\mathcal {F}}} є довільними пучками множин, {\displaystyle \varphi \colon {\mathcal {E}}\to {\mathcal {F}}}  — морфізм між ними, а {\displaystyle E} і {\displaystyle F}  — відповідні етальні простори то довільний елемент {\displaystyle e\in E} деякого шару:  {\textstyle e\in F_{x}} для деякого {\displaystyle x\in X} і тоді можна задати відображення {\displaystyle f(e)=\varphi _{x}(e)\in {\mathcal {F}}_{x}}, де {\displaystyle \varphi _{x}\colon {\mathcal {E}}_{x}\to {\mathcal {F}}_{x}} є морфізмом на шарах індукованим морфізмом пучків. Задане таким чином відображення {\displaystyle f} є морфізмом етальних просторів.
В обох випадках одиничні морфізми переводяться в одиничні морфізми і композиція морфізмів у композицію відповідних морфізмів. Таким чином одержуються функтор із категорії етальних просторів над простором X у категорію пучків над цим простором і обернений до нього функтор із категорії пучків над простором X у категорію етальних просторів над цим простором. Таким чином категорії пучків над простором X і етальних просторів над простором X є еквівалентними.

### Ядро і коядро, моно- і епіморфізми
Якщо розглядаються пучки у абелевій категорії (на практиці переважно абелеві групи, можливо із додатковою структурою, наприклад модулі над деяким кільцем) то для морфізма визначені поняття ядра, коядра і пов'язані поняття.

#### Ядро і момоморфізм
Нехай {\displaystyle {\mathcal {F}}} і {\displaystyle {\mathcal {G}}} є передпучками абелевих груп і {\displaystyle \varphi \colon {\mathcal {G}}\to {\mathcal {F}}} — морфізм між ними. Для кожної відкритої множини {\displaystyle U} згідно означення {\displaystyle \varphi _{U}\colon {\mathcal {G}}(U)\to {\mathcal {F}}(U)} є гомоморфізмом абелевих груп і тому можна визначити ядро {\displaystyle K(U):\ker(\varphi _{u})=\{s\in {\mathcal {G}}(U):\varphi _{u}(s)=0\}.}
Якщо {\displaystyle V\subset U} і {\displaystyle s\in K(U)} то {\displaystyle \varphi _{V}(r_{UV}(s))=r_{UV}(\varphi _{U}(s))=r_{UV}(0)=0}  тому усі {\displaystyle K(U)} разом із відповідними відображеннями обмеження утворюють передпучок, який називається ядром морфізму {\displaystyle \varphi .} Якщо  {\displaystyle {\mathcal {F}}} і {\displaystyle {\mathcal {G}}} є пучками то і ядро довільного морфізму пучків між ними є пучком.
Морфізм {\displaystyle \varphi \colon {\mathcal {G}}\to {\mathcal {F}}} передпучків називається мономорфізмом якщо він задовольняє одну із еквіваленних умов:
- Його ядро є нульовим передпучком тобто для всіх відкритих множин {\displaystyle K(U)=\{0\}.}
- Морфізм передпучків є мономорфізмом у теоретико категорному сенсі, тобто для будь-якого передпучка  {\displaystyle {\mathcal {H}}} і морфізмів {\displaystyle \psi _{1},\ \psi _{2}\ \colon \ {\mathcal {H}}\to {\mathcal {G}}} із рівності {\displaystyle \varphi \circ \psi _{1}=\varphi \circ \psi _{2}} випливає рівність {\displaystyle \psi _{1}=\psi _{2}.}
- Всі гомоморфізми {\displaystyle \varphi _{U}} є ін'єктивними.

Для мономорфізма всі індуковані гомоморфізми на шарах {\displaystyle \varphi _{x}} теж є ін'єктивними і для монопередпучків (зокрема для пучків) ця умова є еквівалентною означенню мономорфізму. 
Поняття мономорфізму має зміст і для пучків множин якщо вимагати щоб усі {\displaystyle \varphi _{U}} були ін'єктивними відображеннями. Для пучків із довільної абелевої категорії теж можна ввести поняття ядра розглядаючи теоретико категорні означення ядра морфізмів {\displaystyle \varphi _{U}} і морфізми обмежень.

#### Образ, коядро і епіморфізм
Нехай {\displaystyle {\mathcal {F}}} і {\displaystyle {\mathcal {G}}} є передпучками абелевих груп і {\displaystyle \varphi \colon {\mathcal {G}}\to {\mathcal {F}}} — морфізм між ними. Для кожної відкритої множини {\displaystyle U} згідно означення {\displaystyle \varphi _{U}\colon {\mathcal {G}}(U)\to {\mathcal {F}}(U)} є гомоморфізмом абелевих груп і тому можна визначити образ {\displaystyle \operatorname {Im} (U):=\varphi _{u}({\mathcal {G}}(U))} і коядро {\displaystyle C(U):={\mathcal {F}}/\operatorname {Im} (U)}.
Якщо {\displaystyle V\subset U} і {\displaystyle s\in {\mathcal {G}}(U)} то {\displaystyle \varphi _{V}(r_{UV}(s))=r_{UV}(\varphi _{U}(s))} тобто обмеження елемента {\displaystyle \operatorname {Im} (U)} є елементом {\displaystyle \operatorname {Im} (V)}. Як наслідок також для коядер  обмеження елемента {\displaystyle C(U)} є елементом {\displaystyle C(V)}. Тому усі {\displaystyle \operatorname {Im} (U)} разом із відповідними відображеннями обмеження утворюють передпучок, який називається образом морфізму {\displaystyle \varphi ,} а усі {\displaystyle C(U)} разом із відповідними відображеннями обмеження утворюють передпучок, який називається коядром морфізму {\displaystyle \varphi .}
Проте якщо  {\displaystyle {\mathcal {F}}} і {\displaystyle {\mathcal {G}}} є пучками то для морфізму пучків між ними визначені вище образ і коядро у загальному випадку є лише передпучками. І цьому випадку образом і коядром морфізму пучків азиваються пучки породжені відповідними передпучками.
Морфізм {\displaystyle \varphi \colon {\mathcal {G}}\to {\mathcal {F}}} передпучків називається епіморфізмом якщо він задовольняє одну із еквіваленних умов:
- Його коядро є нульовим передпучком тобто для всіх відкритих множин {\displaystyle C(U)=\{0\}.}
- Морфізм передпучків є епіморфізмом у теоретико категорному сенсі, тобто для будь-якого передпучка  {\displaystyle {\mathcal {H}}} і морфізмів {\displaystyle \psi _{1},\ \psi _{2}\ \colon \ {\mathcal {F}}\to {\mathcal {H}}} із рівності {\displaystyle \psi _{1}\circ \varphi =\psi _{2}\circ \varphi } випливає рівність {\displaystyle \psi _{1}=\psi _{2}.}
- Всі гомоморфізми {\displaystyle \varphi _{U}} є сюр'єктивними.

У випадку пучків морфізм пучків {\displaystyle \varphi \colon {\mathcal {G}}\to {\mathcal {F}}} є епіморфізмом якщо він задовольняє одну із еквіваленних умов: 
- Його коядро (як морфізму пучків) є нульовим пучком тобто для всіх відкритих множин {\displaystyle C(U)=\{0\}.}
- Морфізм пучків є епіморфізмом у категорії пучків у теоретико категорному сенсі, тобто для будь-якого пучка  {\displaystyle {\mathcal {H}}} і морфізмів пучків {\displaystyle \psi _{1},\ \psi _{2}\ \colon \ {\mathcal {F}}\to {\mathcal {H}}} із рівності {\displaystyle \psi _{1}\circ \varphi =\psi _{2}\circ \varphi } випливає рівність {\displaystyle \psi _{1}=\psi _{2}.}
- Всі індуковані гомоморфізми на шарах {\displaystyle \varphi _{x}} є сюр'єктивними.

Поняття епіморфізму має зміст і для передпучків і пучків множин якщо вимагати щоб усі {\displaystyle \varphi _{U}} (відповідно {\displaystyle \varphi _{x}}) були сюр'єктивними відображеннями. Для пучків із довільної абелевої категорії теж можна ввести поняття коядра розглядаючи теоретико категорні означення образу і коядра морфізмів {\displaystyle \varphi _{U}} і морфізми обмежень. 

## Морфізми пучків над різними просторами
Далі пучки приймають значення у фіксованій категорії C, але можуть бути визначені над різними просторами.
Нехай X і Y — топологічні простори із заданими на них пучками OX і OY відповідно. Морфізм пари (X, OX) в (Y, OY) задається за допомогою наступних даних:
- Неперервне відображення f : X → Y
- сімейство C-морфізмів φV : OY(V)→ OX(f -1(V)) для кожної відкритої підмножини V простору Y, які комутують з відображеннями обмеження. Тобто, якщо V1 ⊂ V2 — дві відкриті підмножини Y, наступна діаграма повинна бути комутативною (вертикальні стрілки — морфізми обмеження на підмножину):

Це визначення годиться і для визначення морфізму передпучків над різними просторами.

### Прямий образ (перед)пучка
Якщо X і Y — топологічні простори, {\displaystyle f:X\to Y} — неперервне відображення між ними, а {\displaystyle {\mathcal {F}}} — передпучок на {\displaystyle X}. Для кожної відкритої множини {\displaystyle V\subset Y} прообраз {\displaystyle f^{-1}(V)} є відкритою підмножиною X і тому визначено {\displaystyle {\mathcal {F}}(f^{-1}(V))}. Тому можна задати
{\displaystyle (f_{*}{\mathcal {F}})(V)={\mathcal {F}}(f^{-1}(V)).}
Для {\displaystyle U\to V} обмеження із {\displaystyle (f_{*}{\mathcal {F}})(V)} на {\displaystyle (f_{*}{\mathcal {F}})(U)} природно одержується із обмеження {\displaystyle {\mathcal {F}}(f^{-1}(V))} на {\displaystyle {\mathcal {F}}(f^{-1}(U))}. Тоді {\displaystyle f_{*}{\mathcal {F}}} є передпучком який називається прямим образом передпучка {\displaystyle {\mathcal {F}}}. Якщо {\displaystyle {\mathcal {F}}} є пучком, то і {\displaystyle f_{*}{\mathcal {F}}} є пучком.
Якщо {\displaystyle \varphi \colon {\mathcal {G}}\to {\mathcal {F}}} є морфізмом (перед)пучків на топологічному просторі X, то для {\displaystyle V\subset Y} можна задати морфізми {\displaystyle f_{*}(\varphi )_{V}:=\varphi _{f^{-1}(V)}.} Тоді {\displaystyle f_{*}(\varphi )} є морфізмом (перед)пучків на топологічному просторі Y, що називається прямим образом морфізму {\displaystyle \varphi .} Прямі образи (перед)пучків і морфізмів між ними задають функтор із категорії (перед)пучків на X  у категорію (перед)пучків на Y.

### Обернений образ (перед)пучка
Якщо X і Y — топологічні простори, {\displaystyle f:X\to Y} — неперервне відображення між ними, а {\displaystyle {\mathcal {G}}} — передпучок на {\displaystyle Y} можна задати пучок {\displaystyle {\mathcal {G}}^{-1}} на просторі {\displaystyle Y}, який називається оберненим образом передпучка {\displaystyle {\mathcal {G}}}.
Найпростіше означення оберненого образу можна дати за допомогою етального простору передпучка. Якщо {\displaystyle p:L{\mathcal {G}}\to Y} є таким простором із відповідною проекцією, то {\displaystyle E=\{(e,x)\in L{\mathcal {G}}\times X:p(e)=f(x)\}} із топологією індукованою топологією прямого добутку і проекцією {\displaystyle p':E\to X} на другий множник є етальним простором і відповідний йому пучок і називається оберненим образом передпучка {\displaystyle {\mathcal {G}}}.
Еквівалентно {\displaystyle f^{-1}{\mathcal {G}}} є пучком асоційованим із передпучком
{\displaystyle U\mapsto \varinjlim _{V\supseteq f(U)}{\mathcal {G}}(V),}
де {\displaystyle U} — відкрита підмножина {\displaystyle X} і індуктивна границя береться по всіх відкритих підмножини {\displaystyle V} простору {\displaystyle Y}, що містять {\displaystyle f(U)}.
{\displaystyle f^{-1}} є спряженим зліва до функтора прямого образа {\displaystyle f_{\ast }}, тобто існує натуральний ізоморфізм
{\displaystyle \mathrm {Hom} _{\mathbf {Sh} (X)}(f^{-1}{\mathcal {G}},{\mathcal {F}})=\mathrm {Hom} _{\mathbf {Sh} (Y)}({\mathcal {G}},f_{*}{\mathcal {F}})}.

## Історія
- 1936 — П. С. Александров запропонував конструкцію нерва покриття, що зіставляє довільному відкритому покриттю симпліційний комплекс.
- 1938 — Гасслер Вітні[en] дав 'сучасне' визначення когомологій, підбиваючи підсумок роботи, проведеної відтоді, як Александер[en] і Колмогоров визначили коланцюги.
- 1945 — Жан Лере[ru] опублікував результати роботи, проведеної в німецькому полоні, яка дала початок теорії пучків і спектральних послідовностей.
- 1948 — на семінарі  Картана початки теорії пучків вперше записано повністю.
- 1950 — на семінарі Картана запропоновано «другу версію» теорії пучків — використовується визначення етального простору пучка і структура шарів. В цей же час Кійосі Ока[en] висунув ідею пучка ідеалів.
- 1954 — Серр написав статтю Faisceaux algébriques cohérents (опублікована в 1955), що стала початком використання пучків в алгебричній геометрії. Його ідеї негайно підхопив Хірцебрух, який 1956 року написав основну книгу з топологічних методів в алгебричній геометрії.
- 1955 — Гротендік у своїх лекціях в Канзасі визначає абелеву категорію і передпучок і за допомогою ін'єкційних резольвент уможливлює використання когомологій пучків у довільному топологічному просторі як похідних функторів.
- 1957 — Гротендік розвиває теорію пучків відповідно до потреб алгебричної геометрії, вводячи поняття: схеми і загальних пучків на ній, локальних когомологій[en], похідних категорій[en] і топологій Гротендіка[ru].